# Pietro Tenerani
Pietro Tenerani (ur. 11 listopada 1789 w Torano, zm. 14 grudnia 1869 w Rzymie) – włoski rzeźbiarz.

## Biografia
Pietro Tenerani urodził się w Torano pod Carrarą 11 listopada 1789. Kształcił się w Accademia di belle arti w Carrarze, gdzie profesorami byli: Lorenzo Bartolini, Pietro Marchetti (wuj rzeźbiarza), Jean-Baptiste Frédéric Desmarais. Od 1813 przebywał w Rzymie. Uczył się u Antoniego Canovy i Bertela Thorvaldsena. Od 1825 był członkiem i profesorem Akademii Świętego Łukasza, w 1857 wybrano go jej prezydentem. Od 1860 roku pełnił funkcję dyrektora Muzeów Watykańskich. Był zwolennikiem puryzmu, a następnie naturalizmu. Znany ze swoich umiejętności rzeźbiarskich, tworzył postacie i grupy mitologiczne, posągi upamiętniające, figury sakralne oraz pomniki nagrobne. Dla Museo Pio-Clementino odrestaurował antyczną rzeźbę Herkulesa. W 1852 został odznaczony Pour le Mérite za Naukę i Sztukę
Tenerani był autorem rzeźbionych popiersi grupy Polaków. Sportretował: Zofię Katarzynę Branicką-Odescalchi, Zygmunta Krasińskiego, Elizę z Branickich Krasińską, Bolesława Potockiego, Tadeusza Doria-Dernałowicza. Rzeźbiarz wykonał również w 1825 roku gipsowy model płyty na grób księżnej Czartoryskiej – Dusze wzlatujące ku Niebu (wł. Le anime che volano in cielo).
Uczniem Pietro Teneraniego był polski rzeźbiarz Tomasz Oskar Sosnowski.
Rzeźbiarz zmarł w Rzymie 14 grudnia 1869 roku.

## Wybór dzieł
Spod dłuta Teneraniego wyszły, m.in. takie rzeźby, jak:
- Psyche porzucona (wł. Psiche abbandonata, 1819), Florencja, Galleria Nazionale d’Arte Moderna
- Wenus zraniona cierniem róży (1823), Ermitaż
- Popiersie Bertela Thorvaldsena (1824), Rzym, Akademia Świętego Łukasza
- Nagrobek Piusa VIII (1830), Bazylika watykańska
- Psyche omdlała (wł. Psiche svenuta, przed 1836), Ermitaż
- Flora (1840), Ermitaż
- Posąg Simóna Bolívara (1842), Bogota
- Zdjęcie z krzyża (wł. Deposizione, relief, 1844), Bazylika laterańska[9]
- Flora (1848), Buckingham Palace[10]
- Popiersie hrabiego Chambord (1840), Beauvais, Musée départemental de l'Oise[11]
- Popiersie autoportret (1856), Museo di Roma[12]
- Faun grający na aulosie (1859), Palermo, Villa Tasca
- Chrystus Odkupiciel (wł. Cristo Redentore, 1869–1871), Rzym, Bazylika Santa Maria sopra Minerva[13]
- Posąg św. Jana Ewangelisty (1836), Neapol, Kościół S. Francesco di Paola
- Posąg Simóna Bolívara (1852), Caracas
- Posąg Simóna Bolívara, Berlin
- Posąg Pellegrina Rossiego (1854), Carrara[14]
- Posąg św. Alfonsa Marii de’ Liguoriego (1839), Bazylika watykańska[15]
- Posąg św. Benedykta, Bazylika św. Pawła za Murami
- Popiersie Jezusa Chrystusa, Baku, Narodowe Muzeum Sztuki Azerbejdżanu
- Popiersie Antonia Silvaniego, Bolonia
- Popiersie Francesco Forti (1843), Pescia, Museo Civico[16]
- Popiersie nieznanej kobiety, Londyn, Heim Gallery[17]
- Anioł Zmartwychwstania, Poczdam, Kościół Pokoju
- Wulkan (1825–1849), Rzym, Galleria Nazionale d’Arte Moderna[18]
- Popiersie Zofii Katarzyny Branickiej-Odescalchi (ok. 1850), Museo di Roma[19]
- Popiersie hrabiego Zygmunta Krasińskiego (1852), popiersie w marmurze Muzeum Romantyzmu w Opinogórze[20]; gipsowy model w Museo di Roma[21]
- Popiersie Bolesława Potockiego (ok. 1850–1860), Museo di Roma
- Popiersie Tadeusza Doria-Dernałowicza (1852), Warszawa, Muzeum Narodowe
- Popiersie Elizy Franciszki z Branickich Krasińskiej, Kraków, Muzeum Narodowe
- Carlotta del Belgio, imperatrice del Messico (1864), Museo di Roma[22]
- Pomnik Marii Bold, księżnej Sapiehy, Farnworth, Anglia[23]
- Nagrobek Marii Colonna Lante, Rzym, Bazylika Santa Maria sopra Minerva
- Nagrobek Natalii Komar-Spada, Rzym, Bazylika Santa Maria sopra Minerva[24]
- Historia, model grobu Eugeniusza de Beauharnais, Rzym, Galleria Nazionale d’Arte Moderna
- Nagrobek Eugeniusza de Beauharnais, Monachium, Michaelskirche[25]
- Nagrobek Clelii Severini (1825), Rzym, Bazylika św. Wawrzyńca „in Lucina”[1]
- Nagrobek siostry Fidamante Malenotti, San Gimignano, Kościół San Girolamo[26]

## Galeria

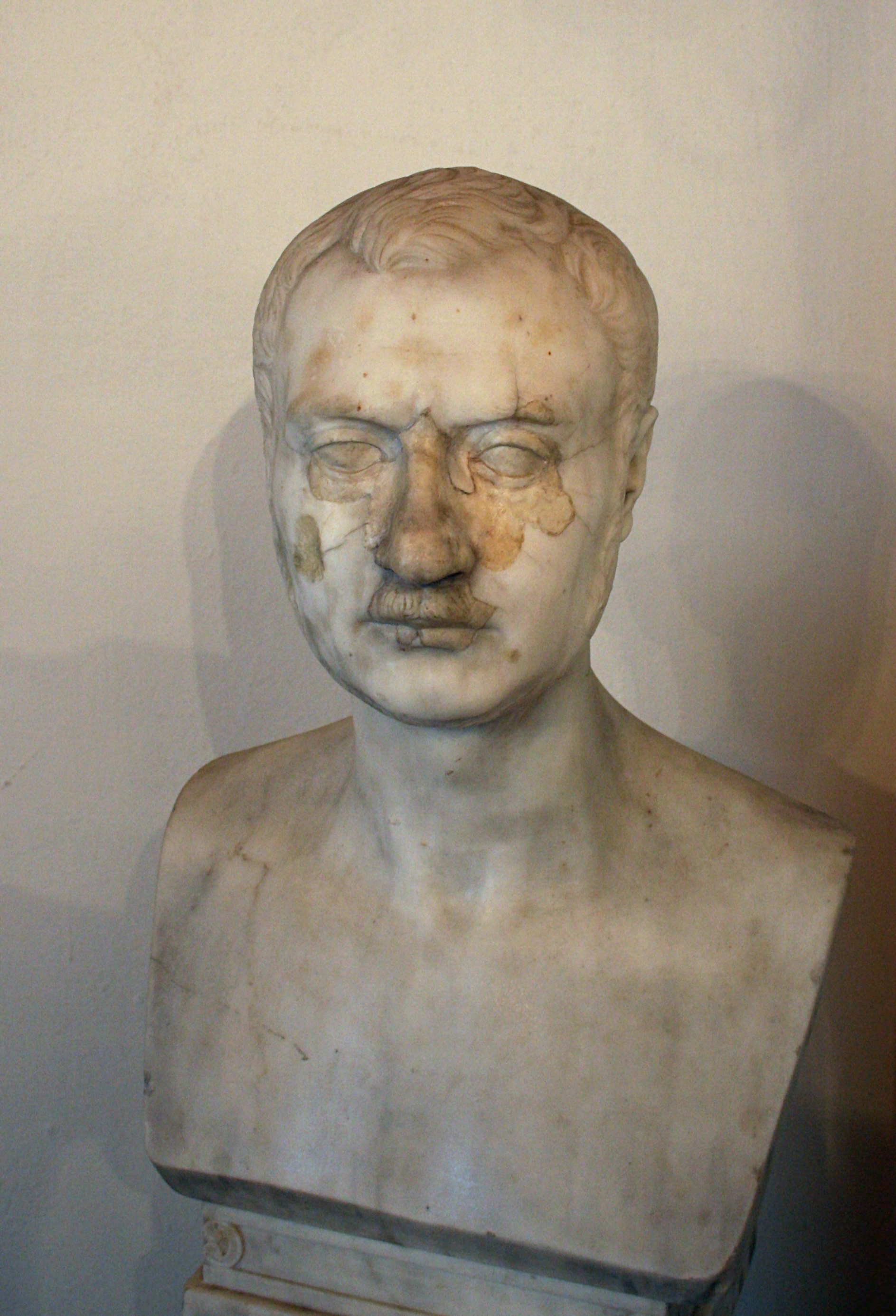
Popiersie Zygmunta Krasińskiego, Złoty Potok
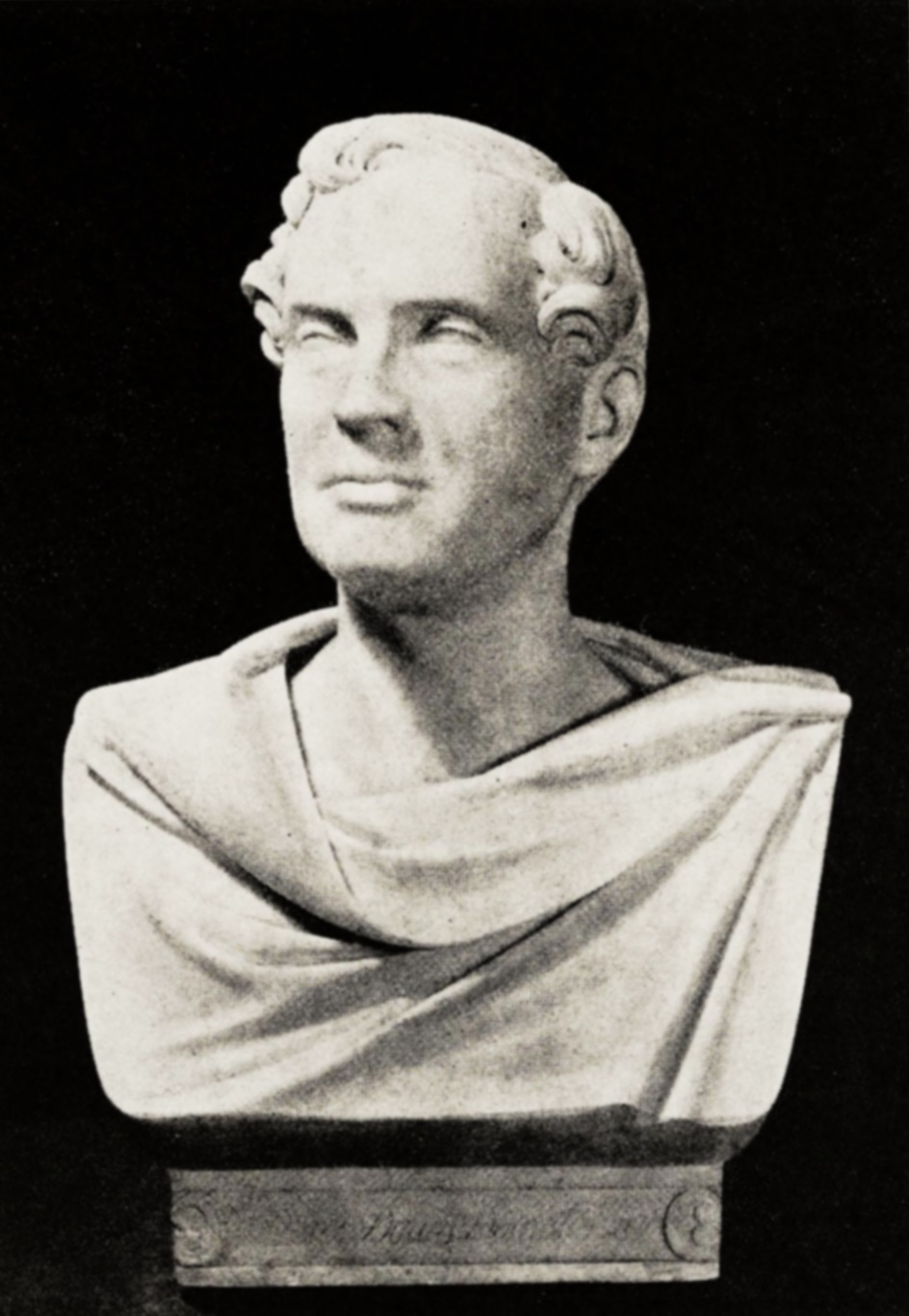
Popiersie Tadeusza Doria-Dernałowicza, Warszawa
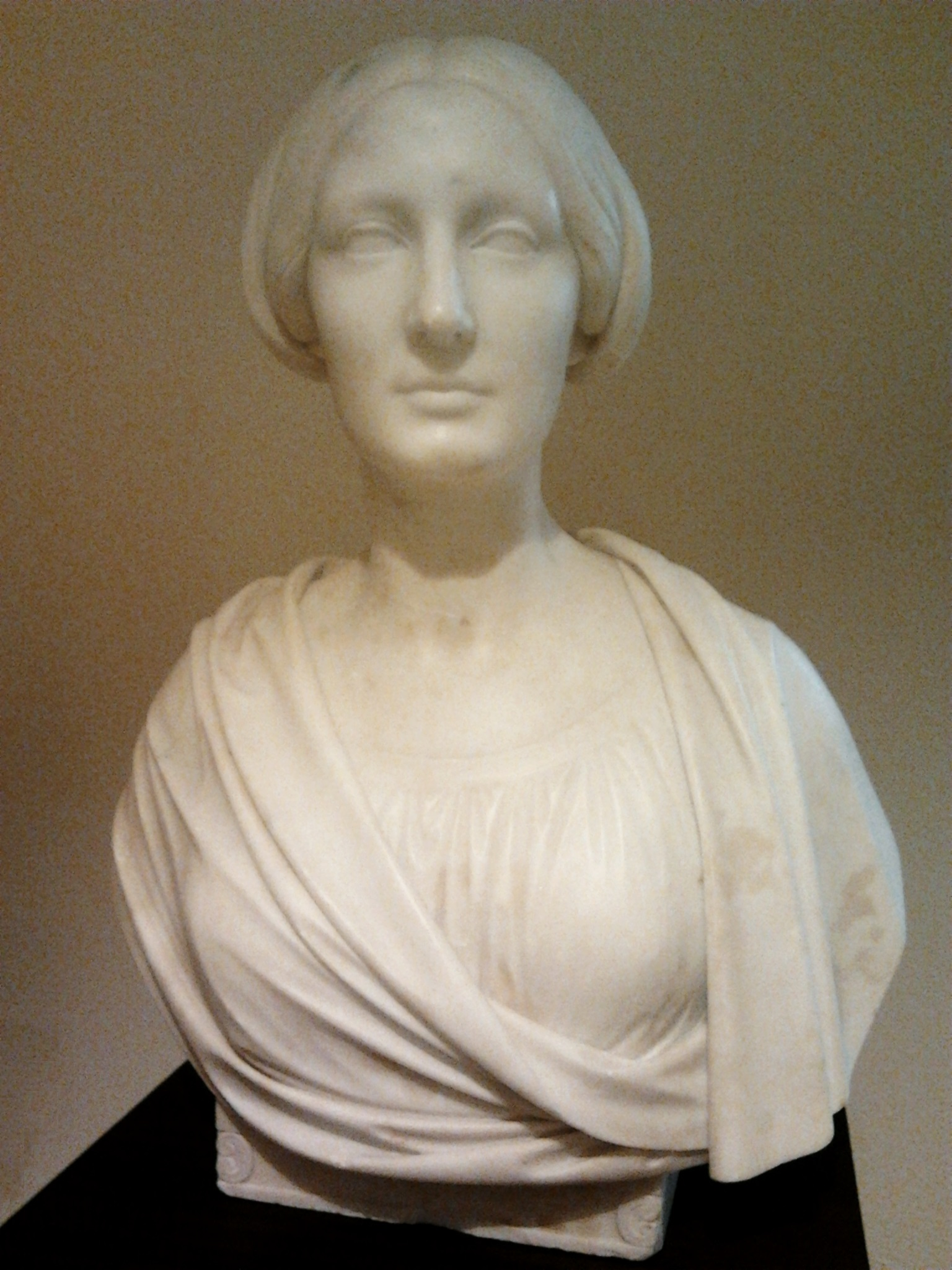
Popiersie Elizy Franciszki z Branickich Krasińskiej, Kraków
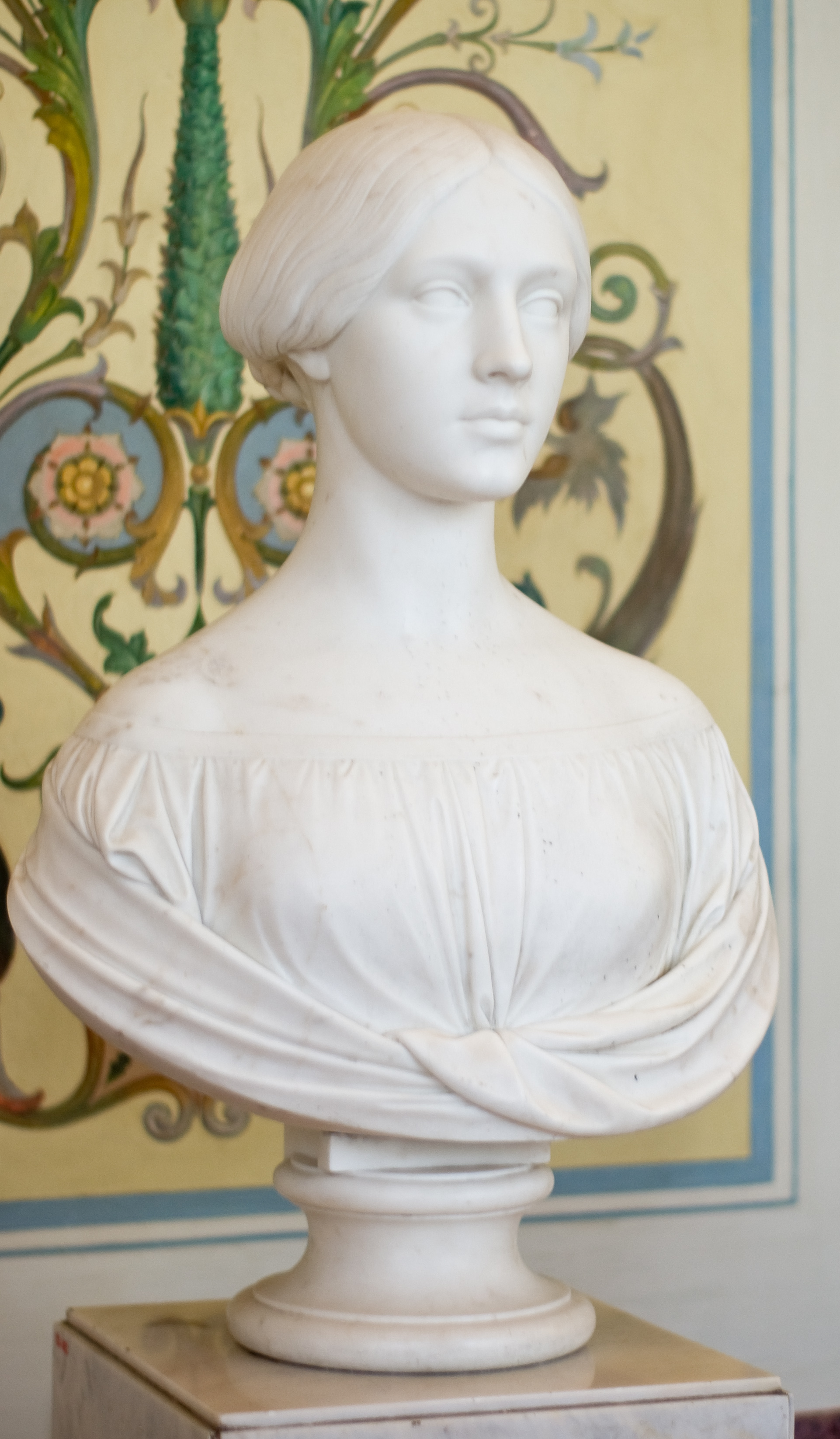
Popiersie hr. S. Shuvalovej, Petersburg
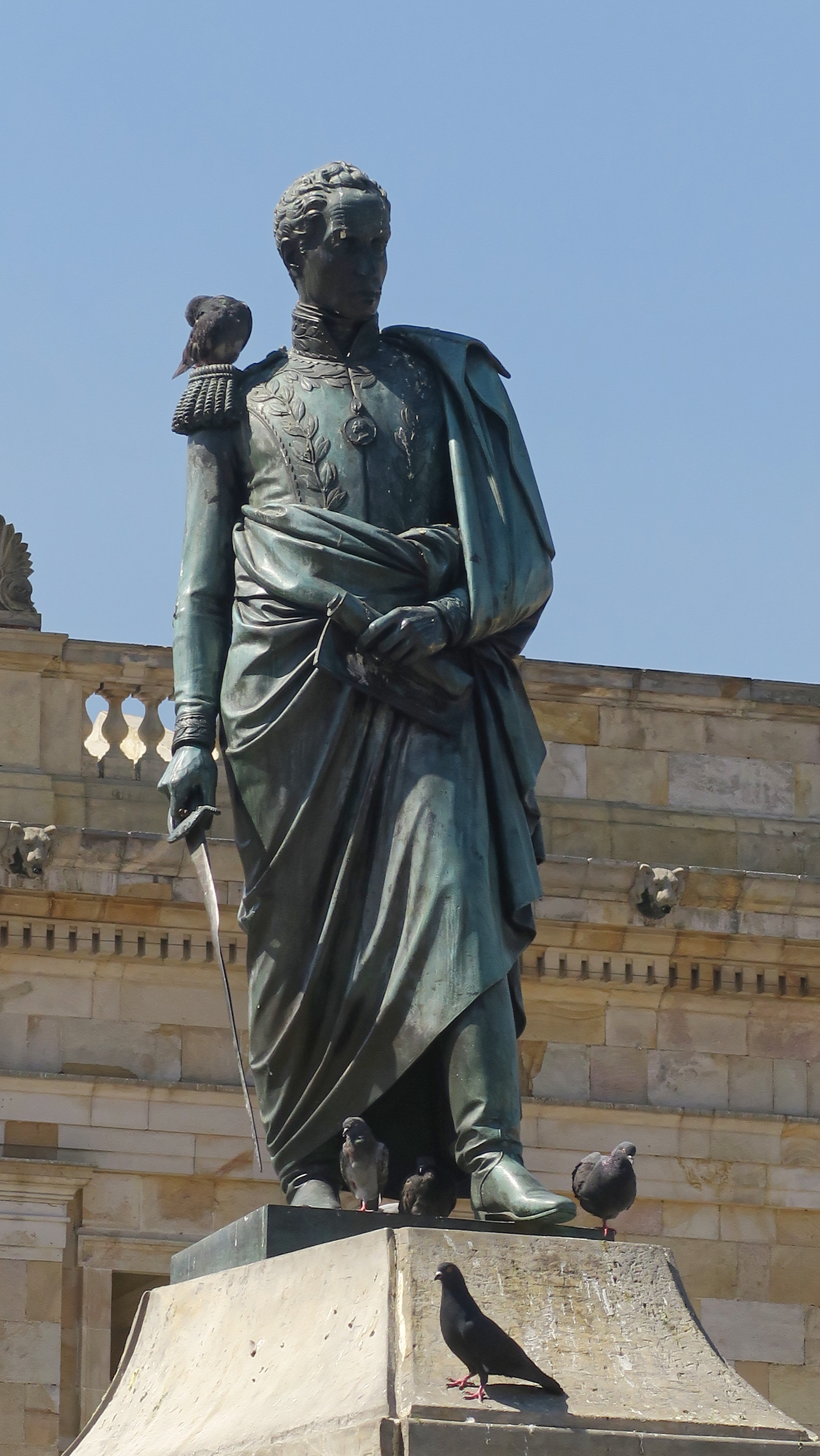
Posąg Simóna Bolívara, Bogota
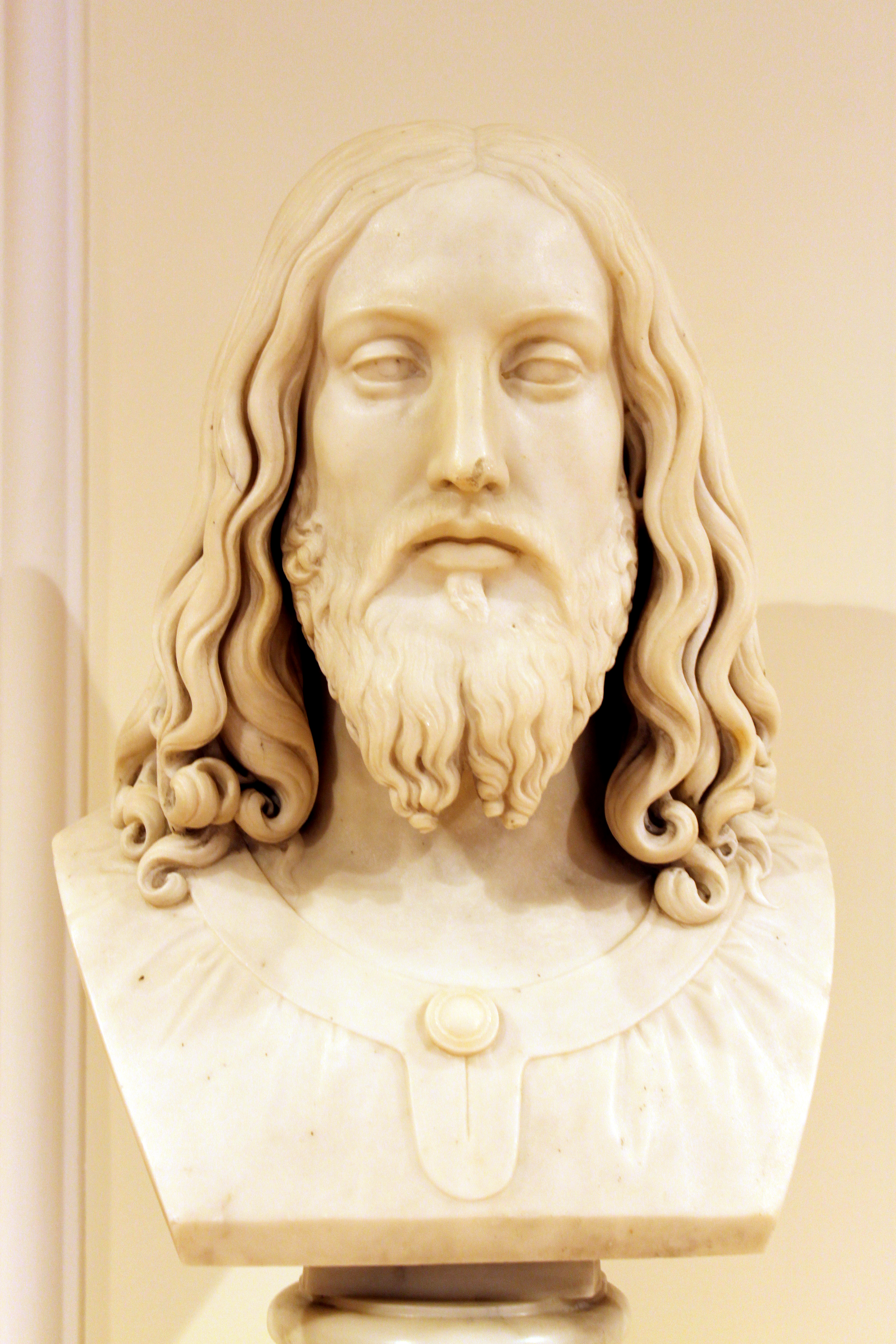
Popiersie Chrystusa, Baku
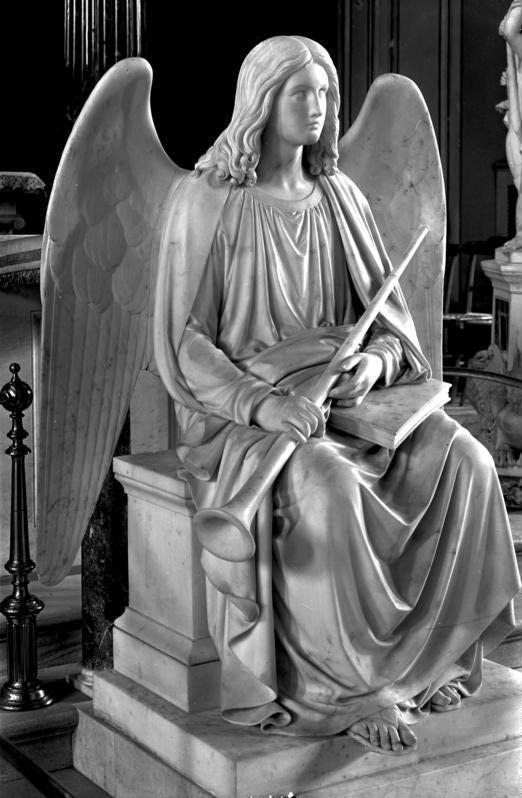
Anioł Zmartwychwstania, Poczdam
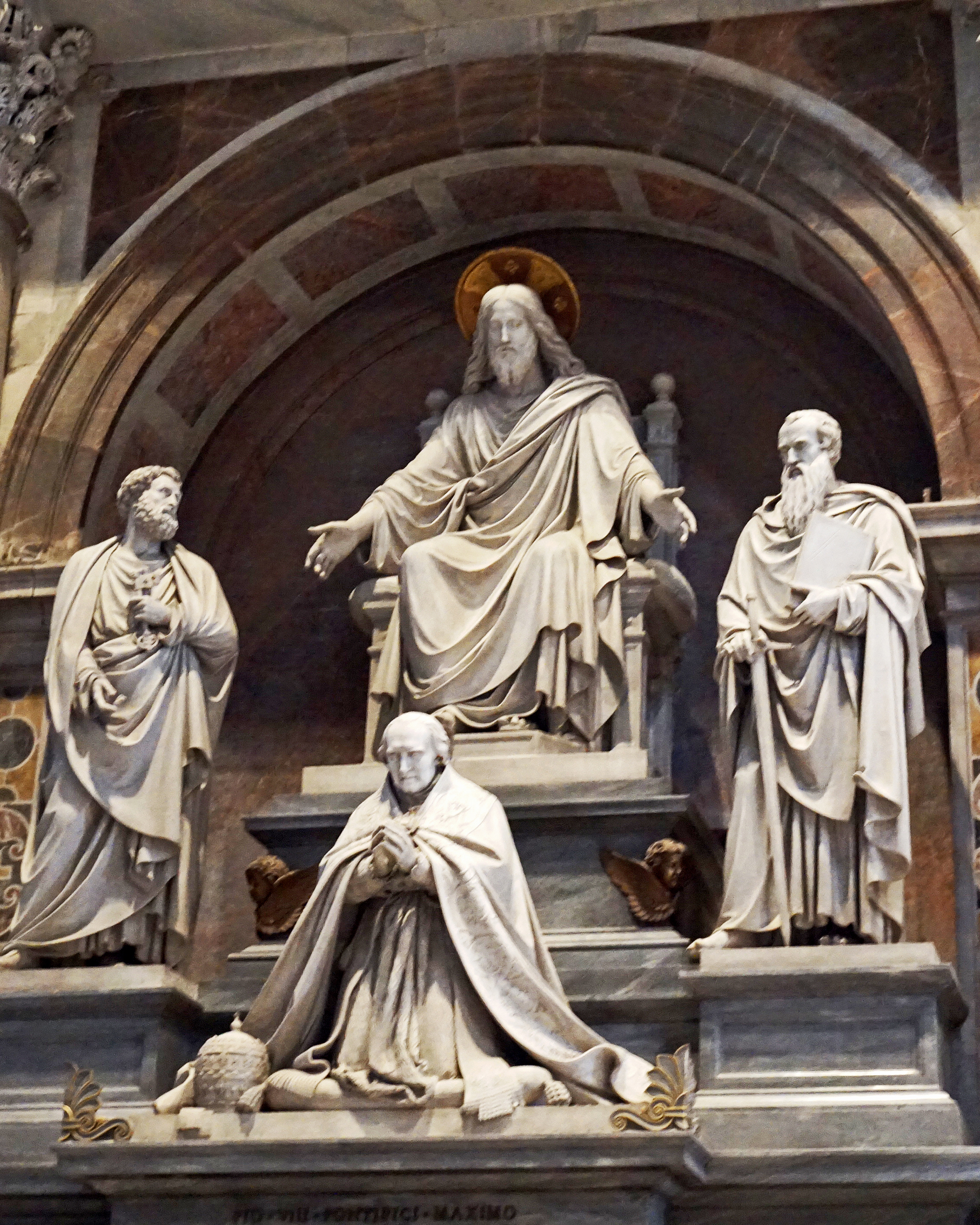
Nagrobek Piusa VIII, Rzym
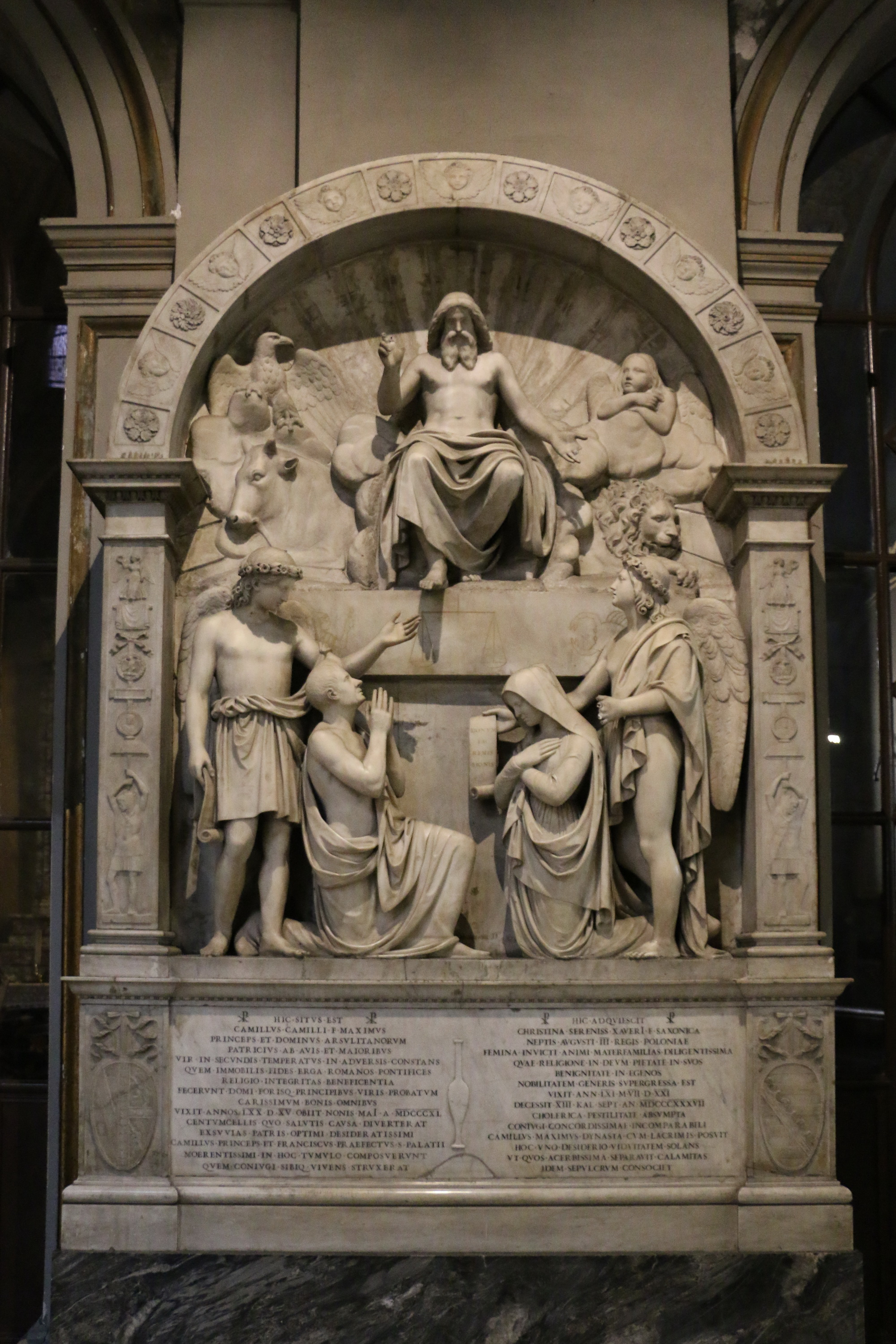
Nagrobek Księcia Camillo Massimo, Rzym
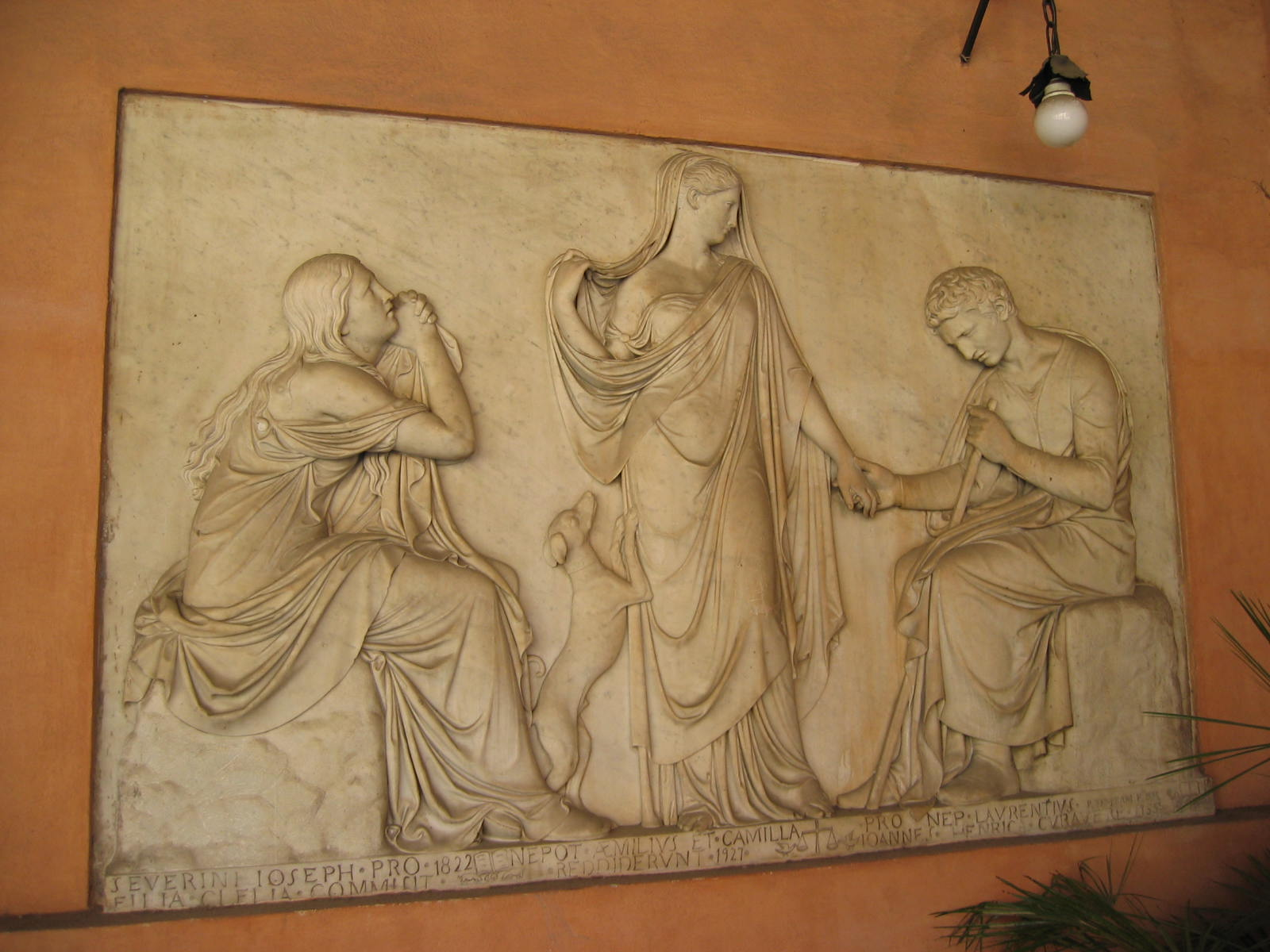
Nagrobek Clelii Severini, Rzym
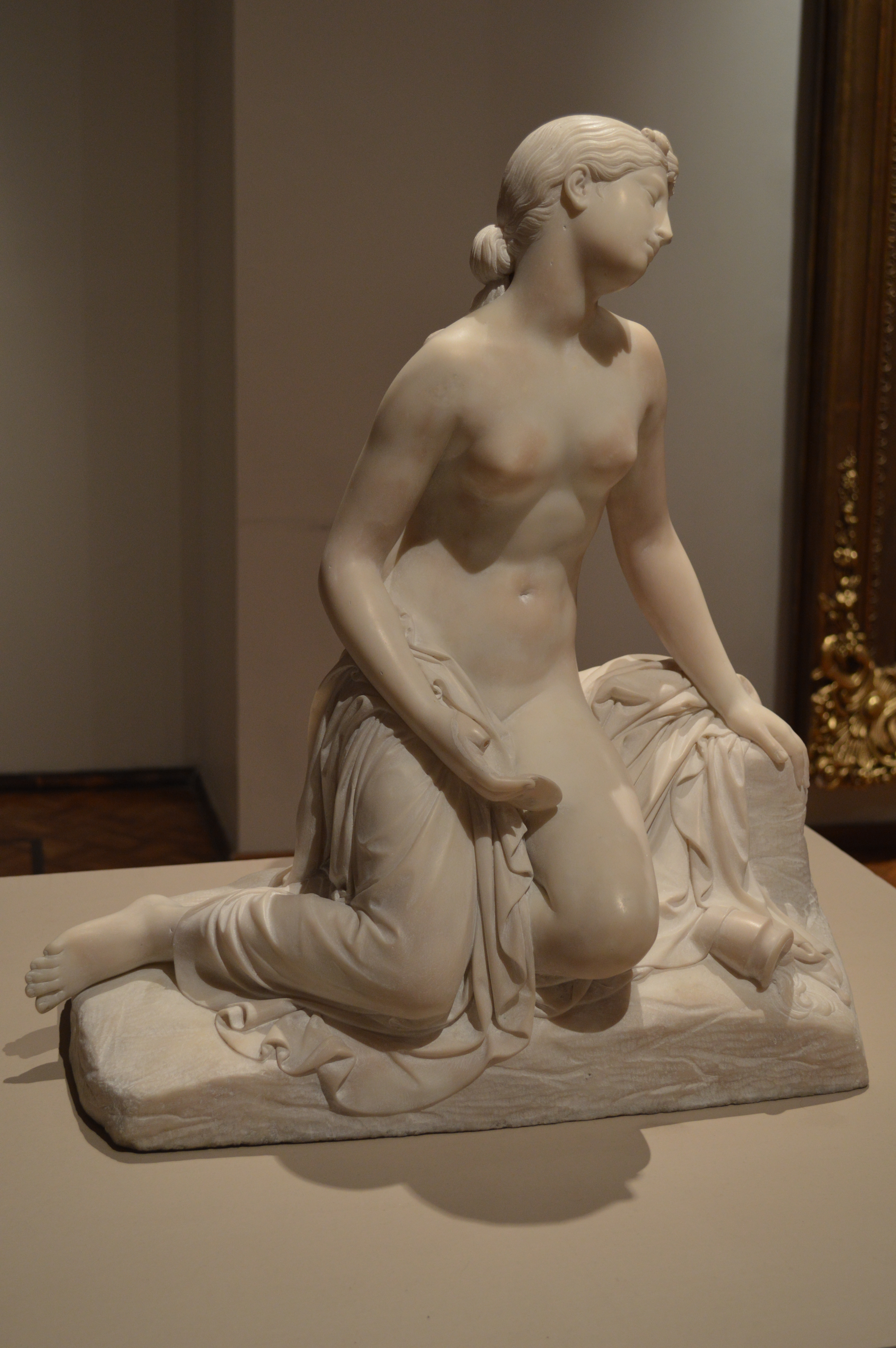
Omdlała Psyche, Ciudad de México
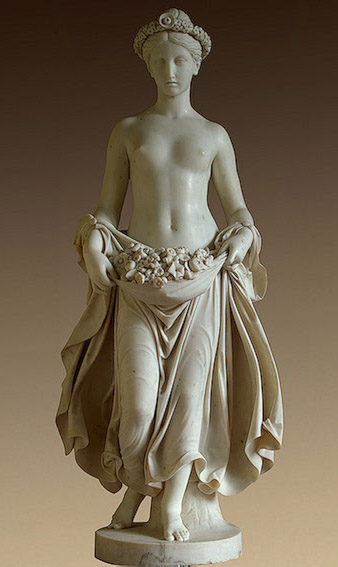
Flora, Petersburg